# حوشون
حوشون (به لاتین: Hüşün) یک منطقهٔ مسکونی در جمهوری آذربایجان است که در شهرستان آغ‌داش واقع شده‌است.

## خصوصیات
حوشون  ۱٬۰۱۵ نفر جمعیت دارد.